# Reina de Corazones

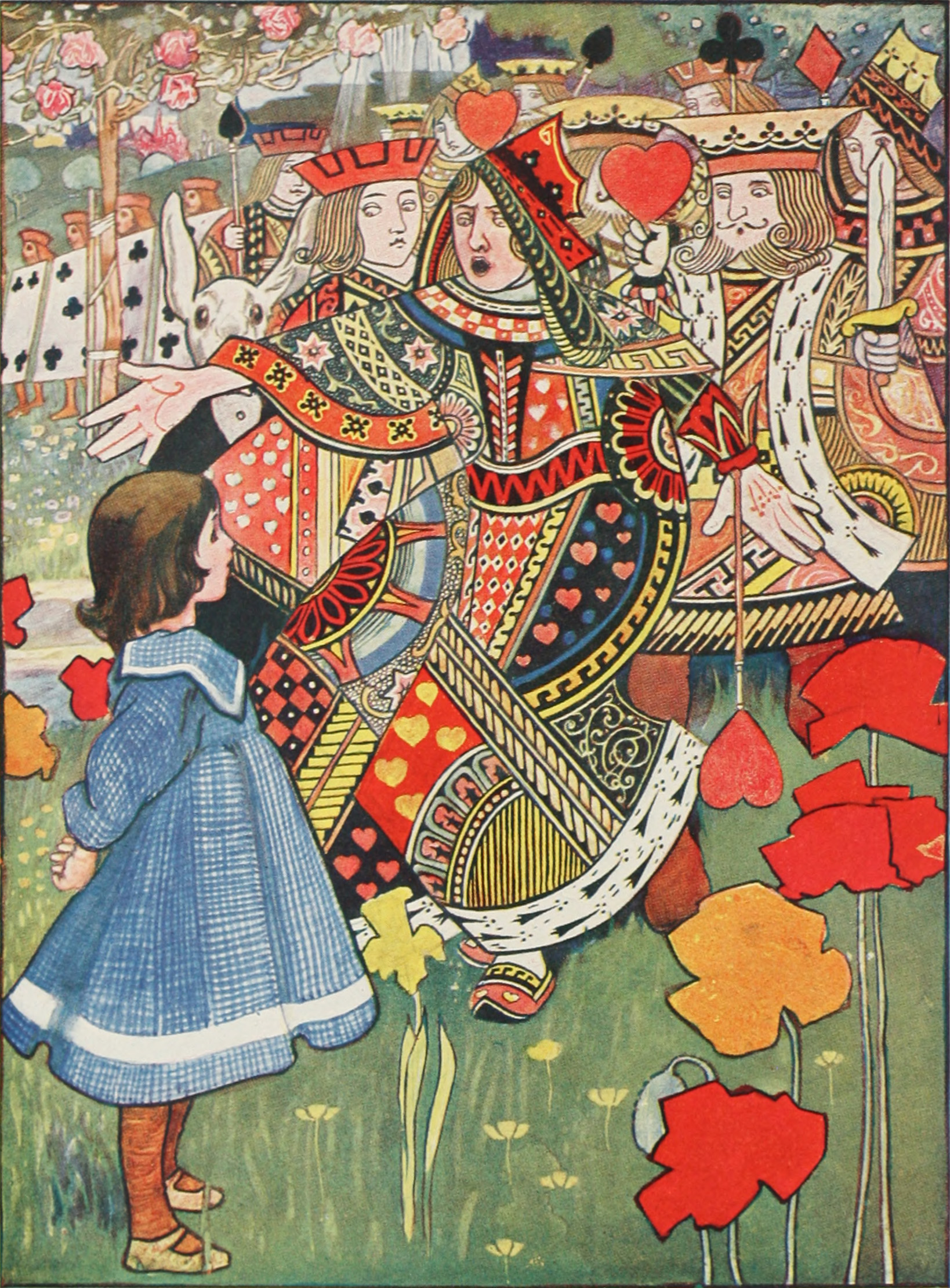
«¡Que le corten la cabeza!», ilustración de Charles Robinson de 1907.

La Reina de Corazones es un personaje ficticio del libro de 1865 Las aventuras de Alicia en el país de las maravillas de Lewis Carroll. Es una monarca infantil y de mal genio a quien el propio Carroll describe como «una furia ciega», y que se apresura a condenar a muerte ante la menor ofensa. Una de sus frases más famosas es la repetida «¡Que le corten la cabeza!».
Alicia se refiere a la Reina como una carta de un mazo de naipes, pero de alguna manera es capaz de hablar y es la gobernante de las tierras en la historia, junto con su esposo, el Rey de Corazones. A menudo se la confunde con la Reina Roja de la secuela de 1871, A través del espejo, aunque las dos son muy diferentes.

## Descripción general
Alicia observa tres naipes pintando rosas blancas de rojo, que caen al suelo boca abajo cuando se acerca la Reina de Corazones, a quien Alicia nunca ha conocido. Cuando la Reina llega y le pregunta a Alicia quienes están tirados en el suelo (ya que el reverso de todas las cartas se parece), Alicia le dice que no lo sabe. La Reina entonces se frustra y ordena que le corten la cabeza. Su marido, alguien más moderado, la disuade al recordarle que Alicia es solo una niña.
Generalmente, sin embargo, como nos dice Carroll:

Para la Reina sólo existía un modo de resolver los problemas, fueran grandes o pequeños. «¡Que le corten la cabeza!» ordenó, sin molestarse siquiera en echarle una ojeada.

Una de las aficiones de la reina, además de ordenar ejecuciones, es el croquet; sin embargo, es el croquet del País de las Maravillas, donde las bolas son erizos vivos y los mazos son flamencos. Esto es presumiblemente con el objetivo de que los picos romos de las aves golpeen, pero, como observa Alicia, se complica por el hecho de que siguen mirando hacia arriba a los jugadores, así como por la tendencia de los erizos a escabullirse sin esperar a ser golpeados. Los soldados de la Reina actúan como arcos (o aros) en el campo de croquet, pero tienen que dejar de ser arcos cada vez que la Reina tiene un verdugo que se lleva a la víctima, de modo que, al final del juego en la historia, los únicos jugadores que quedan son la propia Reina, el Rey y Alicia.
A pesar de la frecuencia de las sentencias de muerte, parece que pocas personas son realmente decapitadas. El Rey de Corazones perdona silenciosamente a muchos de sus súbditos cuando la Reina no está mirando (aunque este no parece ser el caso de la Duquesa), y sus soldados la complacen pero no cumplen sus órdenes. El Grifo le dice a Alicia: «Todas son fantasías suyas. Nunca ejecutan a nadie, sabes.» Sin embargo, todas las criaturas del País de las Maravillas temen a la Reina. En los capítulos finales, la Reina vuelve a sentenciar a Alicia (por defender a la Sota de Corazones), y ella ofrece un enfoque extraño hacia la justicia: sentencia antes del veredicto.
Las representaciones modernas en la cultura popular generalmente le permiten interpretar el papel de villana debido a la amenaza que ejemplifica el personaje, pero en el libro ella no cumple ese propósito. Es solo uno de los muchos obstáculos que Alicia debe encontrar en el viaje, pero a diferencia de otros obstáculos, representa una amenaza potencial mayor.

## Orígenes
Algunos creen que la Reina es una caricatura de la reina Victoria, con elementos de la realidad que Dodgson sintió correctamente que la harían instantáneamente reconocible para los padres que leen la historia a los niños, y también lo suficientemente fantástica como para hacerla irreconocible para los niños. Algunos elementos de la realidad en línea que harían reconocible a la Reina de Corazones como la reina Victoria fueron la forma en que sus súbditos los veían como gobernantes, ya que una Reina era amada mientras que la otra era temida. La reina Victoria era más amada por su gente en contraste con su consorte, el príncipe Alberto, en parte porque algunos no confiaban en él porque no era inglés. La Reina de Corazones era temida por la gente del País de las Maravillas y daría la orden de ejecución por la más mínima ofensa, aunque su esposo a menudo los perdonaba en silencio. La referencia a la reina Victoria es explícita en la versión de televisión de 1966 de Jonathan Miller, donde ella y el Rey de Corazones son retratados sin ningún intento de fantasía, o disfraz de su verdadera naturaleza o personalidad.
La reina también puede ser una referencia a la reina Margarita de la Casa de Lancaster. Durante la guerra de las Dos Rosas, una rosa roja era el símbolo de la Casa Lancaster. Sus rivales, la Casa de York, tenían una rosa blanca como símbolo. El hecho de que los jardineros pintaran las rosas blancas de rojo puede ser una referencia a estas dos casas.

## Ilustraciones

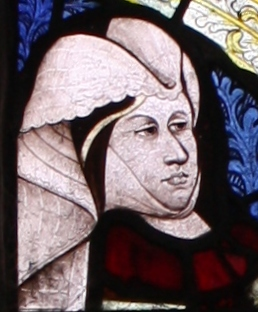
Elizabeth de Mowbray duquesa de Norfolk.

Después de intentar sin éxito ilustrar las aventuras de Alicia en el país de las maravillas, Lewis Carroll fue persuadido de contratar a un artista profesional para que le proporcionara las ilustraciones. Recurrió al dibujante John Tenniel, conocido por sus contribuciones regulares a la revista satírica Punch.
La inspiración de Tenniel para la Reina de Corazones fue una imagen de Elizabeth de Mowbray, duquesa de Norfolk, en una de las vidrieras medievales en la iglesia de la Santísima Trinidad, Long Melford, Suffolk.
Las ilustraciones de los libros de Alicia se grabaron en bloques de madera, para ser impresos en el proceso de grabado en madera. Los bloques de madera originales se encuentran ahora en la colección de la Biblioteca Bodleiana en Oxford, Inglaterra. Por lo general, no se exhiben al público, pero fueron exhibidos en 2003.

## Confusión con la Reina Roja
Ella es comúnmente confundida con la Reina Roja de la secuela de la historia, A través del espejo, pero en realidad no comparte ninguna de sus características más que ser una reina. De hecho, Carroll, hizo la distinción de las dos reinas al decir:

Me imaginé a la Reina de Corazones como una especie de encarnación de una pasión ingobernable: una Furia ciega y sin rumbo.
La Reina Roja la imaginé también como una Furia, pero de otro tipo; su pasión debe ser fría y tranquila, debe ser formal y estricta, pero no descortés; pedante hasta el décimo grado, la esencia concentrada de todas las institutrices.
Lewis Carroll, en «Alice on the Stage»

La película animada de 1951 Alicia en el país de las maravillas perpetúa la confusión de larga data entre la Reina Roja y la Reina de Corazones. En la película, la Reina de Corazones dice varias líneas de la Reina Roja; la más notable se basa en que «todas las formas aquí me pertenecen». Ambos personajes dicen esto para darse aires de importancia y de arrogancia, pero en el caso de la Reina Roja, tiene un doble significado ya que su condición de reina del Ajedrez significa que puede moverse en la dirección que desee.
En la adaptación de los libros de American McGee's Alice, los personajes también se combinan, lo que lleva a una mayor confusión popular.

## Adaptaciones

### Versión de Disney

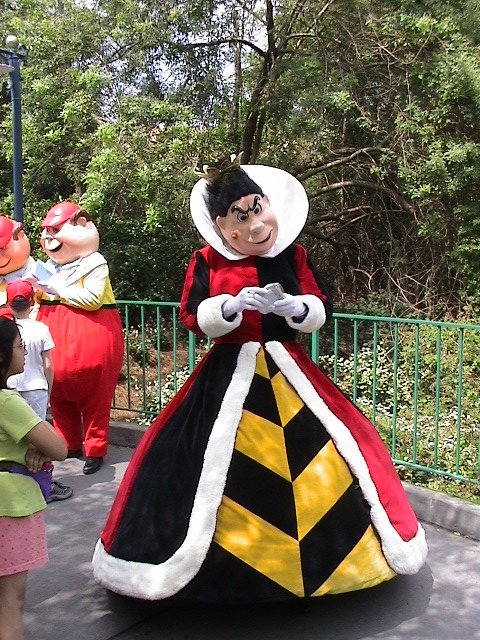
Versión de Disney de la Reina de Corazones como personaje para conocer y saludar en Walt Disney World.

En la película animada de Disney Alicia en el país de las maravillas, la Reina de Corazones aparece como la principal antagonista. Alicia la describe como «una vieja gorda, presumida y muy maleducada.»
El personaje contó con la voz de Verna Felton. Se la retrata como una altiva sádica, que disfruta decapitando a cualquiera que simplemente la moleste. Su presencia es aún más sorprendente por lo diminuto que es su esposo el Rey (apenas le llega a la rodilla). Al igual que en el libro, Alicia se encuentra con tres cartas que pintan las rosas de rojo, ya que plantaron rosas blancas por error. Es interesante el hecho de que la Reina de Corazones de Disney parece ser una fusión de la Reina del libro, la Duquesa y la Reina Roja de A través del espejo. Cuando está complacida, puede ser bastante agradable, pero sigue siendo mandona y, a menudo, impaciente, y casi de inmediato puede cambiar a enfurecida.
También es un personaje agradable en Walt Disney World Resort. En Mickey's House of Villains, la Reina de Corazones aparece como una de las invitadas villanas de House of Mouse, con la voz de Tress MacNeille. También apareció en Mickey's Magical Christmas. En la serie de 1991 Adventures in Wonderland, Armelia McQueen interpretó a la Reina. Ella aparece como una gobernante de mal genio e infantil, pero básicamente benevolente. Fue llamada alternativamente «La Reina de Corazones» y «La Reina Roja» durante el transcurso de la serie. Ella es uno de los miembros principales de la franquicia "Disney Villains".
La Reina de Corazones aparece en la película de imagen real para Disney+ Descendants: The Rise of Red, de la franquicia Descendants, siendo interpretada por Rita Ora, y siendo una antagonista principal de la historia, mientras que Ruby Rose Turner interpreta a Bridget, la Reina de Corazones en su época de adolescente. En la película, ella tiene una hija llamada Red, protagonista de la película. Ora retoma el papel de la Reina de Corazones en la secuela Descendants: Wicked Wonderland, donde también aparece otra hija del personaje, Pink.

#### Videojuegos de Disney
La Reina de Corazones se venga de Alicia en el juego Disney's Villains' Revenge, donde roba la página final de la historia y cambia el final, por lo que Alicia termina perdiendo la cabeza. Pepito Grillo, el jugador y el cuerpo decapitado de Alicia recuperan la cabeza y escapan del laberinto de la Reina. Se encuentran por última vez en la batalla final y ella se rinde.
La Reina de Corazones es la jefa final de la versión japonesa de Mickey Mousecapade, un videojuego de 1987 donde Alicia es su rehén.
La Reina aparece en el videojuego de Square Enix/Disney Kingdom Hearts, en su mundo natal. Al igual que en la película, lleva a Alicia a juicio, solo que esta vez por intentar robarle el corazón. Los principales héroes del juego, Sora, Donald y Goofy, intervienen y le dicen a la reina que Alicia es inocente. La Reina los desafía a que proporcionen pruebas de su teoría y, con la ayuda del Gato Risón, los tres pueden hacerlo. La Reina, sin embargo, enfurecida por haberse equivocado, ordena su ejecución y encarcela a Alicia en una jaula en el techo. Los tres pueden luchar contra los guardias de la Reina y destruir los controles de la jaula, pero Alicia es secuestrada antes de que puedan salvarla. La Reina ordena la búsqueda de Alicia y perdona temporalmente a Sora, Donald y Goofy, solicitando que también busquen a Alicia. Ella regresa en Kingdom Hearts: Chain of Memories, solo que esta vez como una invención de los recuerdos de Sora. Una vez más, lleva a juicio a Alicia, esta vez por intentar robar sus recuerdos. En ambos juegos, Sora, Donald y Goofy prueban la inocencia de Alice al derrotar al Trickmaster Heartless, el verdadero culpable. La Reina felicita a Sora por resolver el misterio y una vez más demuestra su personalidad bipolar al perdonar a Alicia. Vuelve a aparecer en Kingdom Hearts 358/2 Days junto con su mundo natal. Una versión digital de ella aparece más tarde en Kingdom Hearts coded.